# Michael Krohn-Dehli
Michael Krohn-Dehli (Kopenhagen, 6 juni 1983) is een Deens voetballer die zowel op het middenveld als op de rechtsbuitenpositie uit de voeten kan. Hij werd in juli 2019 transfervrij nadat zijn contract bij Deportivo La Coruña afliep. Krohn-Dehli was van 2006 tot en met 2018 international in het Deens voetbalelftal.

## Clubcarrière

### RKC Waalwijk
Krohn-Dehli werd in 2000 door Ajax naar Nederland gehaald om daar deel uit te maken van de jeugdopleiding. Op 5 mei 2004 werd bekend dat Krohn-Dehli Ajax transfervrij verliet voor een tweejarig contract bij RKC Waalwijk. Bij RKC kwam Krohn-Dehli tot 48 wedstrijden, hierin scoorde hij tweemaal.

### Ajax
In november 2005 werd Krohn-Dehli weer door Ajax overgenomen, opnieuw transfervrij. Technisch directeur Martin van Geel en toenmalig hoofdtrainer Danny Blind besloten de speler met ingang van het seizoen 2006/07 terug te halen naar Ajax.

### Verhuur aan Sparta Rotterdam
Met ingang van seizoen 2006/07 werd Blind echter vervangen door Henk ten Cate, onder wie Krohn-Dehli nauwelijks tot spelen kwam, waarna hij in de winterstop aan Sparta Rotterdam werd verhuurd. Voor Sparta speelde Krohn-Dehli twaalf wedstrijden en scoorde hij eenmaal.

### Terugkeer bij Ajax
In de voorbereiding op het seizoen 2007/08 trainde Krohn-Dehli weer met Ajax maar er was wel aangegeven dat hij, net als Olaf Lindenbergh mocht vertrekken. Wederom had Sparta, waar Blind inmiddels technisch directeur was, interesse in de Deen, maar in tegenstelling tot Lindenbergh kwam het niet tot een transfer/verhuur. Op 9 december 2007 speelde Krohn-Dehli zijn enige officiële wedstrijd voor Ajax in het seizoen 2007/08.

### Brøndby IF
In augustus 2008 verruilde Krohn-Dehli Ajax voor Brøndby IF. Twee dagen later debuteerde Krohn-Dehli in een wedstrijd tegen FC Kopenhagen. Vier jaar was Krohn-Dehli actief voor Brøndby IF, hij wist 26 keer het net te vinden in 122 wedstrijden.

### Celta de Vigo
Na een geslaagd EK in 2012 verruilde hij Brøndby IF voor het net naar de Primera División gepromoveerde Celta de Vigo. Nadat hij zich daarmee in zijn eerste jaar net behield op het hoogste niveau, behaalde hij de volgende twee seizoenen een plek in de middenmoot.

### Sevilla FC
Krohn-Dehli tekende in juni 2015 een contract van 1 juli 2015 tot medio 2017 bij Sevilla FC, dat zich op dat moment net had geplaatst voor de UEFA Champions League door de UEFA Europa League te winnen. In zijn verbintenis werd een optie voor nog een seizoen opgenomen. Krohn-Dehli maakte veel minuten, hij maakte tevens nog minuten in de met 5-4 verloren finale van de UEFA Super Cup. Op 28 april 2016 liep Krohn-Dehli een ernstige blessure op in de halve finale van de UEFA Europa League; hij ontwrichte zijn knieschijf.

## Clubstatistieken
| Seizoen         | Club               | Competitie       | Competitie | Competitie | Beker | Beker | Internationaal | Internationaal | Overig | Overig | Totaal | Totaal |
| Seizoen         | Club               | Competitie       | Wed.       | Dlp.       | Wed.  | Dlp.  | Wed.           | Dlp.           | Wed.   | Dlp.   | Wed.   | Dlp.   |
| --------------- | ------------------ | ---------------- | ---------- | ---------- | ----- | ----- | -------------- | -------------- | ------ | ------ | ------ | ------ |
| 2004/05         | RKC Waalwijk       | Eredivisie       | 31         | 2          | 3     | 0     | —              | —              | —      | —      | 34     | 2      |
| 2005/06         | RKC Waalwijk       | Eredivisie       | 17         | 0          | 0     | 0     | —              | —              | 0      | 0      | 17     | 0      |
| Club totaal     | Club totaal        | Club totaal      | 48         | 2          | 3     | 0     | 0              | 0              | 0      | 0      | 51     | 2      |
| 2006/07         | Ajax               | Eredivisie       | 3          | 0          | 0     | 0     | 1              | 0              | 0      | 0      | 4      | 0      |
| Club totaal     | Club totaal        | Club totaal      | 3          | 0          | 0     | 0     | 1              | 0              | 0      | 0      | 4      | 0      |
| 2006/07         | → Sparta Rotterdam | Eredivisie       | 12         | 1          | 0     | 0     | —              | —              | 2      | 0      | 14     | 1      |
| Club totaal     | Club totaal        | Club totaal      | 12         | 1          | 0     | 0     | 0              | 0              | 2      | 0      | 14     | 1      |
| 2007/08         | Ajax               | Eredivisie       | 1          | 0          | 0     | 0     | 0              | 0              | 0      | 0      | 1      | 0      |
| Club totaal1    | Club totaal1       | Club totaal1     | 4          | 0          | 0     | 0     | 1              | 0              | 0      | 0      | 5      | 0      |
| 2008/09         | Brøndby IF         | Superligaen      | 28         | 5          | 0     | 0     | 2              | 1              | —      | —      | 30     | 6      |
| 2009/10         | Brøndby IF         | Superligaen      | 32         | 4          | 0     | 0     | 6              | 0              | —      | —      | 38     | 4      |
| 2010/11         | Brøndby IF         | Superligaen      | 29         | 12         | 1     | 0     | 5              | 0              | —      | —      | 36     | 11     |
| 2011/12         | Brøndby IF         | Superligaen      | 27         | 5          | 1     | 0     | 2              | 1              | —      | —      | 30     | 6      |
| 2012/13         | Brøndby IF         | Superligaen      | 6          | 0          | 0     | 0     | —              | —              | —      | —      | 6      | 0      |
| Club totaal     | Club totaal        | Club totaal      | 122        | 26         | 2     | 0     | 15             | 2              | 0      | 0      | 138    | 28     |
| 2012/13         | Celta de Vigo      | Primera División | 34         | 1          | 3     | 0     | —              | —              | —      | —      | 37     | 1      |
| 2013/14         | Celta de Vigo      | Primera División | 31         | 0          | 2     | 0     | —              | —              | —      | —      | 33     | 0      |
| 2014/15         | Celta de Vigo      | Primera División | 36         | 1          | 2     | 0     | —              | —              | —      | —      | 38     | 1      |
| Club totaal     | Club totaal        | Club totaal      | 101        | 2          | 7     | 0     | 0              | 0              | 0      | 0      | 108    | 2      |
| 2015/16         | Sevilla            | Primera División | 27         | 1          | 6     | 3     | 13             | 0              | 1      | 0      | 8      | 1      |
| Club totaal     | Club totaal        | Club totaal      | 27         | 1          | 6     | 3     | 13             | 0              | 1      | 0      | 46     | 3      |
| Carrière totaal | Carrière totaal    | Carrière totaal  | 312        | 35         | 18    | 3     | 31             | 2              | 2      | 0      | 324    | 34     |

1 N.B. Dit betreft een clubtotaal, dus een totaal van beide periodes bij AFC Ajax.
Bijgewerkt t/m 11 oktober 2015

## Interlandcarrière
Krohn-Dehli maakte zijn debuut voor het Deens voetbalelftal op 11 oktober 2006 in de EK-kwalificatiewedstrijd in en tegen Liechtenstein, net als Dennis Sørensen (FC Midtjylland). Hij viel in dat duel na 78 minuten in voor Dennis Rommedahl. Op 11 oktober 2011 scoorde hij in de EK-kwalificatiewedstrijd tegen Portugal en stond daarmee aan de basis van de plaatsing van het Deense elftal voor de EK-eindronde van 2012. Krohn-Dehli mocht de eerste wedstrijd van Denemarken in de basis starten van bondscoach Morten Olsen. Hij maakte in de 24ste minuut de enige en winnende goal voor de Denen. Op de verrassende 1-0-overwinning op Nederland volgden nederlagen tegen Portugal (2-3) en Duitsland (1-2), waardoor de Denen als derde eindigden in groep B en net als Oranje vroeg naar huis konden.
| Interlanddoelpunten | Interlanddoelpunten | Interlanddoelpunten | Interlanddoelpunten    | Interlanddoelpunten | Interlanddoelpunten | Interlanddoelpunten | Interlanddoelpunten |
| №                   | Datum               | Locatie             | Wedstrijd              | Goal(s)             | Score               | Uitslag             | Competitie          |
| ------------------- | ------------------- | ------------------- | ---------------------- | ------------------- | ------------------- | ------------------- | ------------------- |
| 1                   | 29 maart 2011       | Trnava              | Slowakije – Denemarken | 72'                 | 1 – 2               | 1 – 2               | Oefeninterland      |
| 2                   | 7 oktober 2011      | Nicosia             | Cyprus – Denemarken    | 20'                 | 0 – 3               | 1 – 4               | EK-kwalificatie     |
| 3                   | 11 oktober 2011     | Kopenhagen          | Denemarken – Portugal  | 13'                 | 1 – 0               | 2 – 1               | EK-kwalificatie     |
| 4                   | 11 november 2011    | Kopenhagen          | Denemarken – Zweden    | 80'                 | 2 – 0               | 2 – 0               | Oefeninterland      |
| 5                   | 9 juni 2012         | Charkov             | Nederland – Denemarken | 24'                 | 0 – 1               | 0 – 1               | EK-eindronde        |
| 6                   | 17 juni 2012        | Lviv                | Denemarken – Duitsland | 24'                 | 1 – 1               | 1 – 2               | EK-eindronde        |

## Erelijst
| UEFA Europa League | 1x | 2015/16 |